# Four Queens
Four Queens Hotel and Casino – hotel i kasyno, położony przy Fremont Street Experience w centrum miasta Las Vegas, w amerykańskim stanie Nevada. Od 2003 roku stanowi własność korporacji TLC Enterprises. 
W Four Queens znajduje się Queen's Machine – największy na świecie automat do gry.

## Historia
Prace konstrukcyjne rozpoczęły się 16 listopada 1964 roku, a obiekt otwarty został w 1966 roku. Jego nazwa pochodzi od pierwotnego właściciela Bena Goffsteina, który wymyślił ją na cześć swoich czterech córek – Faith, Hope, Benity i Michele. Oryginalnie Four Queens składał się z zaledwie 120 pokoi i kasyna o powierzchni 1,900 m².
W latach 1972-2003 nieruchomość stanowiła własność Elsinore Corporation, która to w okresie 1972-1979 podlegała Hyatt Corporation, po czym jednak stała się niezależną korporacją. W 1995 roku Elsinore złożyła wniosek o tzw. bankructwo naprawcze, znane w amerykańskim systemie prawnym jako Chapter 11. W następnie firma inwestycyjna Morgens, Waterfall, Vintiadis & Company przejęła 99% udziałów w Four Queens.
W 1976 roku powierzchnia kasyna zwiększona została do 3,100 m²; ponadto, zmieniono jego wnętrze, nadając mu ciepłego charakteru.
Four Queens, podobnie jak kilka innych obiektów, zaangażował się w renowację obszaru śródmieścia Las Vegas i budowę nowego Fremont Street Experience.

## Galeria

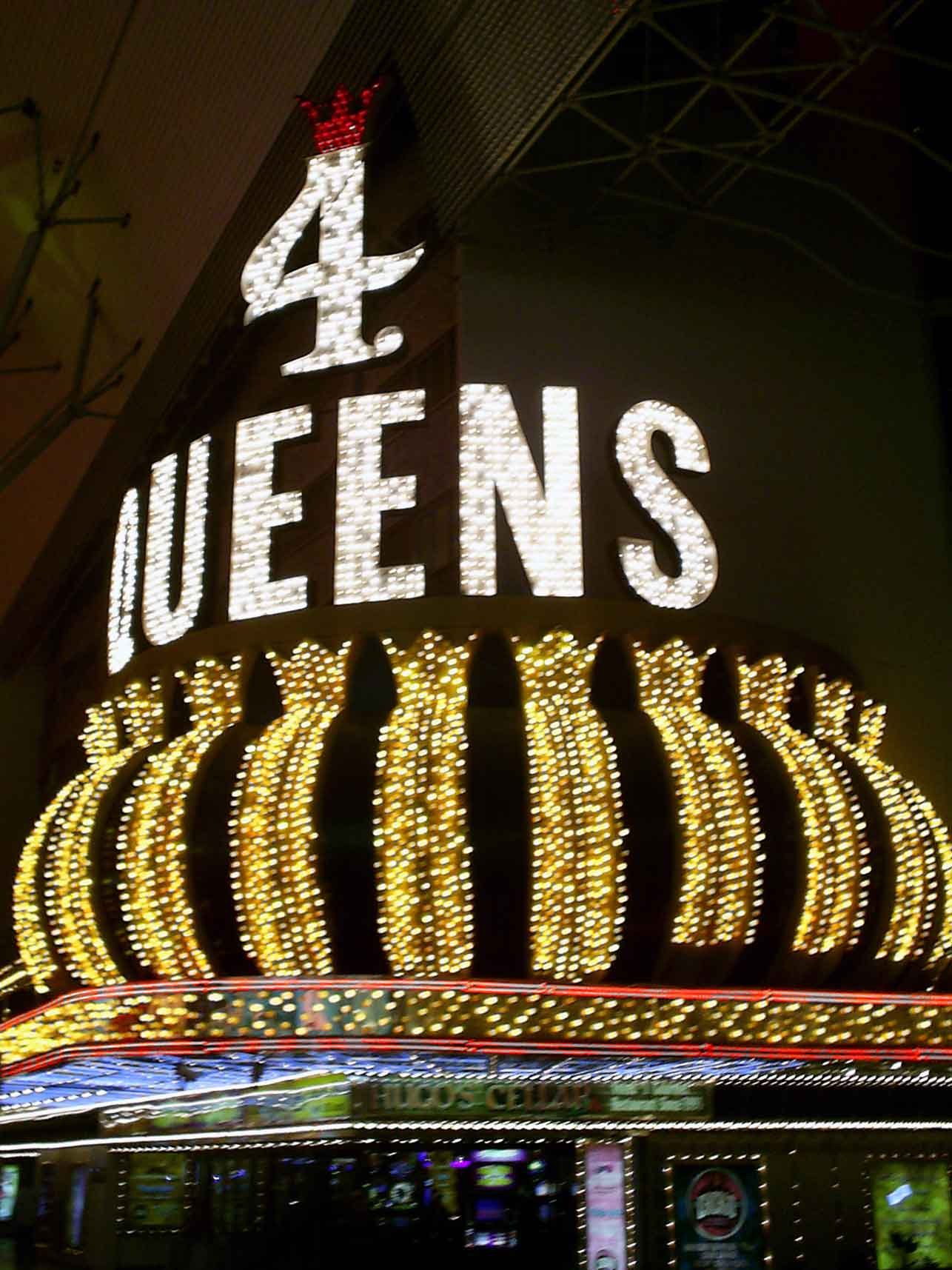
Fasada Four Queens nocą
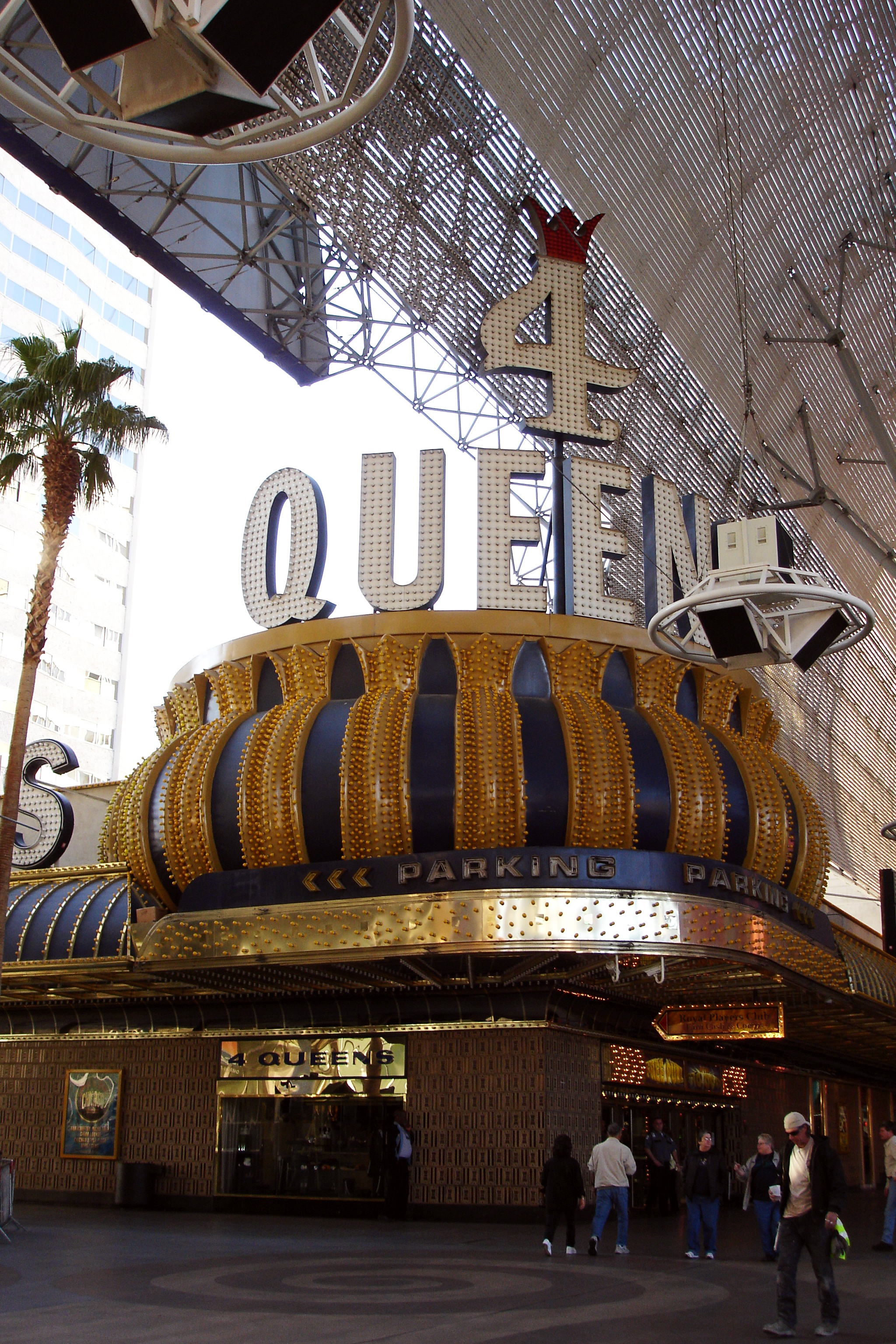
Fasada Four Queens
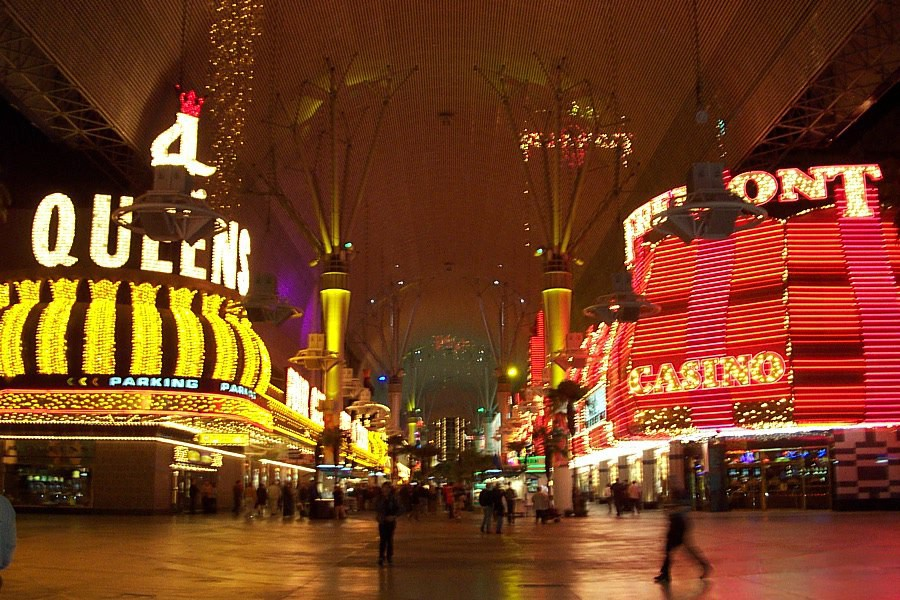
Four Queens i Fremont Street Experience